# Мандари језик
Мандари језик је језик из породице нило-сахарских језика, нилотска грана. Њиме се служе становици у вилајету Централна Екваторија у Јужном Судану са обе стране Бахр ел Џабала, близу места Монгала.